# Zwężenie przełyku

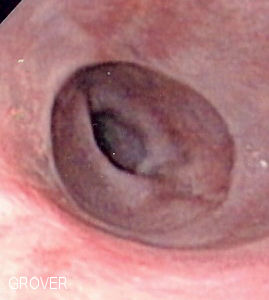
Obraz endoskopowy pierścienia Schatzkiego

Zwężenie przełyku (łac. stenosis oesophagi, ang. esophageal stricture) – zmniejszenie średnicy przełyku powodujące utrudnienie połykania pokarmów.

## Definicja
Zwężenie przełyku jest to sytuacja kliniczna, w której w przebiegu łagodnych zmian w obrębie przełyku występuje dysfagia. 

## Postacie
- Wrodzone zwężenie przełyku – bardzo rzadkie, najczęściej bezobjawowe, spowodowane jest wadami rozwojowymi.
- Nabyte zwężenie przełyku – spowodowane jest bliznowatymi zwężeniami powstającymi w wyniku urazu (mechanicznego, chemicznego lub operacyjnego) lub zapalenia[2][3].

## Etiologia
Podczas leczenia uszkodzenia ściany przełyku dochodzi do gojenia się uszkodzonej ściany przełyku, jednakże tworząca się koncentryczna blizna zwęża jego światło i utrudnia pasaż pokarmów. Najczęstszą przyczyną zwężenia przełyku jest choroba refluksowa przełyku.
Pozostałe przyczyny to: 
- wady wrodzone
  - pęcherzowe oddzielanie się naskórka
  - wrodzone zwężenia przełyku
  - pierścień Schatzkiego
- choroby dermatologiczne
  - liszaj płaski
  - twardzina
- zapalenie
  - choroba refluksowa przełyku
  - zakażenie oportunistyczne w przebiegu zespołu nabytego niedoboru odporności
- oparzenie
  - chemiczne
  - termiczne
  - popromienne
- uraz
- powikłania procedur medycznych
  - operacje przełyku
  - skleroterapia żylaków przełyku
  - uszkodzenie podczas panendoskopii
  - długie utrzymywanie sondy żołądkowej
  - przyjmowanie tabletek bez popijania[2][4][5][6]

## Obraz kliniczny
Obraz kliniczny zależny jest od stopnia zwężenia. Ponieważ wielu chorych adaptuje się do powoli narastającego dyskomfortu przy przełykaniu należy zadać szczegółowe pytania uwzględniające następujące problemy:
| Problem               | Wskazanie na zwężenie przełyku                                                                  |
| --------------------- | ----------------------------------------------------------------------------------------------- |
| czas trwania posiłków | wydłużony                                                                                       |
| preferowana dieta     | płynna lub półpłynna                                                                            |
| utrudnione połykanie  | pokarmy stałe                                                                                   |
| czas trwania          | lata lub od znanego incydentu                                                                   |
| objawy towarzyszące   | ból zamostkowy przy połykaniu uczucie ucisku w środkowej części klatki piersiowej ślinienie się |

## Rozpoznanie
Podejrzenie rozpoznania zwężenia przełyku stawiamy na podstawie wywiadu. Szczególną uwagę należy zwrócić czy występuje utrudnione połykania pokarmów płynnych, stałych, czy też obydwu rodzajów, na długość trwania objawów, tempo ich narastania. Ważnym objawem jest dłuższy czas trwania posiłków związany z nieświadomym dokładniejszym ich przeżuwaniem.
Badaniami dodatkowymi są zdjęcie rentgenowskie przełyku z kontrastem barytowym, tomografia komputerowa oraz panendoskopia.
W diagnostyce różnicowej należy uwzględnić w pierwszym rzędzie chorobę nowotworową złośliwą, a także gałkę histeryczną oraz ból w klatce piersiowej związany z układem sercowo-naczyniowym.

## Leczenie
Leczenie polega na endoskopowym poszerzaniu przełyku za pomocą sond o różnej średnicy (typu Edera-Puestova, Mahoneya, Savary'ego oraz rozwieracz balonowy). W zwężeniach po radioterapii stosuje się protezy samorozprężalne i termoplastyczne. W skrajnych przypadkach konieczna jest gastrostomia, częściowa resekcja z rekonstrukcją przełyku (uzupełnienie ciągłości przełyku wstawką z uszypułowanej części jelita cienkiego bądź grubego), rezygnacja z przełyku naturalnego i wytworzenie całego zamostkowo położonego przełyku zastępczego z uszypułowanego segmentu jelitowego.

## Klasyfikacja ICD10
| kod ICD10     | nazwa choroby                              |
| ------------- | ------------------------------------------ |
| ICD-10: K22.2 | Niedrożność przełyku                       |
| ICD-10: Q39.3 | Wrodzone zwężenie lub zaciśnięnie przełyku |